# Francisco Belo Simões da Costa
Francisco Belo Simões da Costa ist ein Journalist aus Osttimor.

## Werdegang
Seit 2001 ist Simões da Costa als Journalist tätig.
2004 nahm er an einem Basiskurs für Journalisten bei der Lembaga Pers Dr. Soetomo (LPDS) in Jakarta, wo er auch ein Praktikum beim Journal KOMPAS absolvierte. 2007 folgte ein Intensivkurs bei LPDS und ein Praktikum beim Journal TMPO und bei einem Privatfernsehsender TRANS-TV in Jakarta. Danach begann Simões da Costa bei der Suara Timor Lorosa’e Corporation zu arbeiten. Hier war er seit 2007 und stieg bis 2010 auf bis zum Managing Editor. 2011 wechselte Simões da Costa zu den Printpublikationen der Grupo de Média Nacional (GMN). Ab 2014 war er bei GMN Koordinator für Reportagen.
2016 wurde Simões da Costa vom Timor-Leste Press Club (TLPC)/Timor-Leste Press Union (TLPU) in den Presserats Osttimors (portugiesisch Conselho de Imprensa  de Timor-Leste) gewählt.
Am 27. September 2018 wurde Francisco Belo Simões da Costa als Nachrichtenredakteur von seinem Arbeitgeber GMN entlassen. Begründet wurde dies mit seinem Engagement beim Presserat. Costa könne sich nicht auf seine Arbeit konzentrieren, wenn er gleichzeitig für den Presserat arbeitet. Die Internationale Journalisten-Föderation und TLPU protestierten gegen die Entlassung und forderten die Wiedereinstellung. Seit dem 1. Oktober 2021 ist Costa Chefredakteur des Online-Nachrichtenportals Hatutan.com.
2021 wurde Costa vom Nationalparlament Osttimors als ihr Vertreter erneut in den Presserat entsandt. Am 18. Mai 2022 wurde er von Francisco Martins da Costa Pereira Jerónimo, dem Minister für parlamentarische Angelegenheiten und Medien verklagt, nachdem er einen Artikel über Korruption und die angebliche Beteiligung des Ministers an einem betrügerischen Projekt zur Installation von Set-Top-Boxen veröffentlicht hatte.